# Париконья
Париконья (порт. Pariconha) — муниципалитет в Бразилии, входит в штат Алагоас. Составная часть мезорегиона Сертан штата Алагоас. Входит в экономико-статистический микрорегион Серрана-ду-Сертан-Алагоану. Население составляет 10 949 человек на 2004 год. Занимает площадь 264,7 км². Плотность населения — 41,36 чел./км².

## История
Город основан 7 апреля 1992 года.

## География
Климат местности: сухой.